# Nicola Saverio Gamboni
Nicola Saverio Gamboni (Napoli, 5 dicembre 1746 – Venezia, 21 ottobre 1808) è stato un patriarca cattolico italiano.

## Biografia
Intrapresa la carriera ecclesiastica, appena trentenne venne nominato vescovo di Capri il 17 novembre 1776, per poi essere traslato alla sede di Vigevano il 18 settembre 1803, dove si insediò senza l'autorizzazione pontificia.
Egualmente senza il consenso del papa, nel 1807 fu promosso al patriarcato di Venezia, dove però rimase solo pochi mesi: la morte sopraggiunse il 21 ottobre 1808.

## Genealogia episcopale
La genealogia episcopale è:
- Cardinale Scipione Rebiba
- Cardinale Giulio Antonio Santori
- Cardinale Girolamo Bernerio, O.P.
- Arcivescovo Galeazzo Sanvitale
- Cardinale Ludovico Ludovisi
- Cardinale Luigi Caetani
- Cardinale Ulderico Carpegna
- Cardinale Paluzzo Paluzzi Altieri degli Albertoni
- Papa Benedetto XIII
- Papa Benedetto XIV
- Papa Clemente XIII
- Cardinale Francesco Saverio de Zelada
- Patriarca Nicola Saverio Gamboni